# Sloterplas
Le Sloterplas est un lac artificiel de la ville d'Amsterdam, aux Pays-Bas. Il fut creusé à l'emplacement de l'ancien Sloterdijkermeerpolder entre 1948 et 1956 dans le cadre du Plan général d'élargissement conçu en 1934, adopté par la  municipalité en 1935 et lancé en 1939. Il constitue aujourd'hui avec le Sloterpark qui l'entoure le centre des Westelijke Tuinsteden, Slotermeer, Geuzenveld, Slotervaart et Osdorp. D'une profondeur maximale de 30 mètres, il est utilisé comme base nautique, ainsi que pour le Canoë-kayak et la pêche.
Au moment de la mise en place des arrondissements par la ville en 1990, le lac fut partagé en trois entre Geuzenveld-Slotermeer, Slotervaart et Osdorp. Depuis 2010, il fait intégralement partie de l'arrondissement de Nieuw-West.